# Ноги — атавизм
«Ноги — атавизм» — короткометражный комедийный фильм в жанре мокьюментари режиссёра Михаила Местецкого, который был снят в рамках эксперимента, условия которого — минимум средств и лимит в 10 минут — предложил портал OpenSpace.ru.

## Сюжет
Сюжет фильма строится вокруг профессора, который приходит к выводу, что главная беда всего человечества — это ноги, именно они являются причиной многих болезней и единственным способом продлить жизнь людям является ампутация нижних конечностей. Противостоит профессору в его исследованиях «Всероссийский обувной союз».

## Награды
На кинофестивале «Кинотавра» 2012 года «Ноги — атавизм» стал лучшим короткометражным фильмом, а также получил приз зрительских симпатий и награду Гильдии киноведов и кинокритиков
.